# Арутанга
Арутанга (англ. Arutanga) — главный населённый пункт острова Аитутаки на островах Кука. Имеет пристань с доступной лагуной для захода морских судов. Самый большой супермаркет на острове также находится в Арутанге. Местная христианская церковь была построена в 1828 году Лондонским миссионерским обществом и является старейшей в стране. Население на 2011 год составляло 146 человек.